# 德高道
德高道（英語：Dakota Drive）是香港九龍的一條道路，位於馬頭涌港鐵宋皇臺站側，昔日為啟德機場內的公共交通總站一部分，名為機場一路（Airport Drive No.1），在1990年更改為現名。
德高道的名稱源於當時飛機的型號「Dakota」（即C-47運輸機，英軍命名為Dakota）。
1998年7月6日，啟德機場停用，原機場的多條專用道路改建成太子道東的出口，而德高道更在2005年成為啟德大笪地的露天停車場。
2006年，香港特區政府開始進行啟德發展計劃，因此原啟德機場客運大樓也在同年內拆卸，通道取消，而前機場的所有有關道路也會在短期內取消。然而，德高道命名最終獲得保留，並用於由世運道連接沐和街的一段道路。

## 鄰近地方
- 宋皇臺站
- 宋皇臺遊樂場
- 啟盈苑（興建中）
- 啟德2B4居屋（興建中）
- 長實前客運大樓項目（興建中）

1. ↑  . 香港: 運輸署. 2025-07-04  [2025-07-06].[]
2. ↑  . 香港: 政府新聞公報. 1981-12-12  [2023-09-03].[]
3. ↑  . 《香港政府憲報》第130卷第4期. 1988-01-29.
4. ↑   (PDF). 2023-04-28  [2025-04-10]. （原始内容存档 (PDF)于2025-01-22）.